# Boží jména v judaismu
| Židé a judaismus |
| Židé • Judaismus • Kdo je Žid |
| Ortodoxní • Konzervativní (Masorti) Progresivní (Reformní - Liberální) • Ultraortodoxní Samaritáni • Falašové • Karaité                                                                                            |
| Etnické skupiny a jazyky |
| Aškenázové • Sefardové • Mizrachim Hebrejština • Jidiš • Ladino • Ge'ez • Buchori |
| Populace (vývoj) |
| Evropa • Amerika • Asie • Afrika • Austrálie |
| Náboženství |
| Bůh • Principy víry • Boží jména 613 micvot • Halacha • Noachidské zákony Mesiáš • Eschatologie |
| Židovské myšlení, filosofie a etika |
| Židovská filosofie Cdaka • Musar • Vyvolenost Chasidismus • Kabala • Haskala |
| Náboženské texty |
| Tóra • Tanach • Mišna • Talmud • Midraš Tosefta • Mišne Tora • Šulchan aruch Sidur • Machzor • Pijut • Zohar |
| Životní cyklus, tradice a zvyky |
| Obřízka • Pidjon ha-ben • Simchat bat • Bar micva Šiduch • Svatba • Ketuba • Rozvod (Get) • Pohřeb Kašrut • Židovský kalendář • Židovské svátky Talit • Tfilin • Cicit • Kipa Mezuza • Menora • Šofar • Sefer Tora |
| Významné postavy židovství |
| Abrahám • Izák • Jákob • Mojžíš Šalomoun • David • Elijáš • Áron Maimonides • Nachmanides • Raši Ba'al Šem Tov • Ga'on z Vilna • Maharal                                                                           |
| Náboženské budovy a instituce |
| Chrám • Synagoga • Ješiva • Bejt midraš Rabín • Chazan • Dajan • Ga'on Kohen (kněz) • Mašgiach • Gabaj • Šochet Mohel • Bejt din • Roš ješiva                                                                      |
| Židovská liturgie |
| Šema • Amida • Kadiš Minhag • Minjan • Nosach Šacharit • Mincha • Ma'ariv • Musaf |
| Dějiny Židů |
| starověk • středověk • novověk |
| Blízká témata |
| Antisemitismus • Gój • Holocaust • Izrael Filosemitismus • Sionismus Abrahámovská náboženství |
| z • d • e |

Boží Jméno zaujímá v judaismu mimořádně důležité místo. Nakládání s Božími jmény vyžaduje zvláštní úctu a obezřetnost, neboť 3. přikázání z Desatera nařizuje „nebrat je nadarmo“. Ve starověku se věřilo, že jméno vyjadřuje i charakter – znalost jména osoby tudíž znamenala i znalost jeho charakteru a vnitřního já, znalost jmen bohů pak měla umožňovat ostatním bohům nebo i lidem tyto bohy vzývat, eventuálně mohli svého boha „přemluvit“ či jinak jej přimět, aby konal dle jejich přání – báje o moci božských jmen a o síle, kterou propůjčují, jsou známé již ze starého Egypta.

## Jména Boží

### Varianty jména JHVH
יהוה‎
přepisováno jako JHVH, v českých překladech bible překládané jako Hospodin, (ze staroslověnského „Pán“), ve Vulgátě jako Dominus, v Septuagintě jako Κύριος. Někdy nazýván jako tetragram (čtyřpísmeno). Jedná se o vlastní Boží Jméno, které bylo podle tradice vyslovováno jednou ročně veleknězem v Chrámě na Jom kipur. Po zničení Chrámu bylo jeho vyslovování zapovězeno. Namísto něj se při četbě bible a modliteb vyslovuje jméno אדני‎ – Adonaj, „Pán“, nebo השם‎ ha-Šem, „to Jméno“. V bibli je vokalizováno buď podle vokalizace slova אדני‎ (což vedlo některé lidi k výslovnosti jména jako „Jehova“), nebo podle slova אלהים‎ – Elohim – „Bůh“. Zákaz braní jména nadarmo se vztahuje i na psaní, proto zbožní židé, pokud musí, píší raději ה׳ (zkratku pro השם‎), případně v jiných jazycích „B-h“, „G-d“, „G-tt“ atp. V mišně a v jiné rabínské literatuře se vyskytuje opis pod zkratkou הקב״ה, což znamená הקדוש ברוך הוא‎ (ha-Kadoš, baruch hu) – Svatý, budiž požehnán, ev. variace רבונו של עולם, רבון העולמים‎ (Ribono šel olam, Ribon ha-olamim), „Pán světa“ nebo „Pán světů“, což jsou formulace velmi oblíbené v liturgii.
V tradičním podání se jedná o složeninu tří variant slovesa být (להיות‎) a to variantu perfektní (minulý čas), imperfektní (budoucí čas) a participium (překládané jako přítomný čas) – היה – הוה – יהיה‎ , haja – hove – jihje, dosl. byl, je, bude. Slovo „být“ se v přítomném čase v hebrejštině normálně nepoužívá. Boží Jméno má tak tentýž význam, co „bytí“, „existence“, „bezčasý“, „věčný“.
Biblisté označují tetragram za jméno pocházející z judsko-jeruzalémské tradice, kterou si možná přinesla poslední skupina hebrejských kmenů, která pod vedením Jozua přišla do Izraele a dříve příchozí hebrejské a západosemitské kmeny ovládla. Tuto teorii podporuje i fakt, že existovalo velké napětí mezi severem a jihem a mezi Jehudou (Judou) a zbylými kmeny.
Zhruba od středověku se vyskytuje i výraz „Adošem“, který vznikl kombinací slov אדני‎ a שם‎. Proti tomuto značení, které bylo obvyklé především mezi aškenázskými židy, byla vedena silná polemika již od pozdního středověku (především polský rabín David ha-Levi Segal). Většinou rabínských autorit je toto označení považováno za znevažující a nesprávné, přesto je možné se s jeho užíváním setkat v některých ultraortodoxních aškenázských komunitách.
Adonaj Ceva'ot (יהוה צבאות‎)
„Hospodin zástupů“ (doslova "pánové moji"), poprvé se v Bibli objevuje v Ex 12, 41 (Kral, ČEP) 12, 41, kdy je „zástupy Hospodinovými“ míněn Izrael odcházející z Egypta. V některých dobových rukopisech, jež byly nalezeny v Kumránu u Mrtvého moře a v nichž se Boží osobní jméno objevuje, je nad jménem "jod-he-vav-he" nadepsáno hebrejské slovo Adonaj (אדוני). Toto nadepsání sloužilo pro toho, kdo četl, jako informace, že místo Božího jména má vyslovit onen nadepsaný náhradní výraz.
Jah (יה‎)
zkrácená podoba Božího jména, znamenající totéž, co Jehova. Poprvé se objevuje v Ex 15, 2 (Kral, ČEP). Stává se rychle součástí teoformních jmen (po rozdělení království především v Judsku, pokud se vyskytlo na severu, jednalo se vesměs o jména vyznavačská) – Ješajahu, Elijahu, Jehocadak, Jehonatan.
Ehje ašer ehje (אהיה אשר אהיה‎)
„Jsem, který jsem“, případně „Budu, který budu“. Jméno, kterým se Bůh představil Mojžíšovi při prvním zjevení v hořícím keři (Ex 3, 14 (Kral, ČEP)). V liturgii se nepoužívá a nevyskytuje se již nikde jinde v Písmu. V kralickém vydání bývá toto jméno většinou tištěno verzálkami. V mystice zaujímá toto jméno nejvyšší post na sefirotickém stromu, kdy připadá na sefíru Keter.

### Varianty jména El
El (אל‎)
„Bůh“, základní forma, vyskytuje se často ve spojení s přívlastky (viz níže), podobné jméno má božstvo měsíce Íl, z něj pravděpodobně El vychází (nejstarším starosemitským názvem pro božstvo je ilu)[zdroj?], vyskytuje se též v pl. jako elim (bohové) nebo ve zdrobnělé podobě elilim – bůžci, modly; El byl možná jedním z kenaanských božstev, podobně jako Baal (pán) nebo Moloch (král). Jeho kult přežil v severním Izraeli a splynul s postavou jediného Boha Izraele. Součást teoformních jmen (po rozdělení království především v sev. Izraeli) – El'azar, Eli'ezer, Elchanan, Daniel, Jisra'el).
El Eljon (אל עליון‎)
„Bůh nejvyšší“, jehož vzýval kněz Melchisedech v Šalemu (Gn 14, 18 (Kral, ČEP))
El Šadaj (אל שדי‎)
„Bůh všemohoucí“
Eloah (אלוה‎)
„Bůh“ – některé mystické výklady označují toto jméno za syntézu mužského a ženského principu uvnitř Boha.[zdroj?]
Elohim (אלהים‎)
„Bůh“. Druhé nejčastější označení boha v bibli. Jde o plurál maskulina slova אל‎, respektive אלוה‎. Podle mystiků je toto jméno završením syntézy mužského a ženského principu, a jednoty s mnohostí v jediném Bohu.[zdroj?] Slovo elohim lze na určitých místech v bibli překládat i jako „bohové“, tradiční komentáře někdy doporučují na určitých místech toto slovo překládat jako „poslové“ nebo „soudci“). Biblisté označují biblické texty, ve kterých se vyskytuje jako Bůh Elohim, za pozůstatek starší tradice, která sahá ke kenaanskému Elovi, resp. za pozůstatek tradice severoizraelské – bet-elské.
Tradiční výslovnost tohoto označení následuje podobný úzus, jako v případě Jména. Věřící židé jej často, aby nevzali jméno do úst nadarmo, vyslovují jako אלוקים‎ – Elokim.
Elohej ha-elohim (אלהי האלהים‎)
„Bůh bohů“ – Dt 10, 17 (Kral, ČEP) (ve verši se též vyskytuje synonymum אדני האדנים‎, Adonej ha-adonim – Pán pánů)
Ha-El ha-ne'eman (האל הנאמן‎)
„Bůh věrný“, Dt 7, 9 (Kral, ČEP), někdy אל מלך נאמן‎ El melech ne'eman, „Bůh, věrný král“.
El rachum ve-chanun (אל רחום וחנון‎)
„Bůh slitovný a milostivý“ (Ex 34, 6 (Kral, ČEP); Ž 86, 15 (Kral, ČEP), Ž 103, 8 (Kral, ČEP)).
Ha-El ha-gadol ha-gibor ve-ha-nora (האל הגדל הגבר והנורא‎)
„Bůh velký, silný a strašlivý“ (Dt 10, 17 (Kral, ČEP)).
Elohim chajim (אלהים חיים‎)
„Živý Bůh“ (též El chaj) (1S 17, 26 (Kral, ČEP); Jr 10, 10 (Kral, ČEP), Jr 23, 36 (Kral, ČEP)).
Elohim ha-kdošim (אלהים הקדושים‎)
dosl. „svatí bohové“, překládá se jako „Bůh Svatý“, kromě toho též existuje tvar ha-El ha-kadoš (האל הקדוש‎) – „Svatý Bůh“.
Elohej Jisra'el (אלהי ישראל‎)
„Bůh Izraele“ (Ex 5, 1 (Kral, ČEP)), podobný (vlastně synonymní) tvar Elohej Avraham, Jicchak ve-Ja'akov – „Bůh Abrahamův, Izákův a Jákobův“ (nebo pouze Elohej Ja'akov – „Bůh Jákobův“ – 2S 23, 1 (Kral, ČEP); Iz 2, 3 (Kral, ČEP); Ž 20, 2 (Kral, ČEP) atd.) – označuje výsadní postavení praotců Izraele a zároveň ukazuje, že každý z nich si k Bohu musel najít svou vlastní, zvláštní cestu, stejně jako Izrael. Např. v Gn 46 se hovoří o Elohej avicha (האל אלהי אביך‎) – Bůh tvého otce, v tomto případě je otcem míněn Izák.
El kana (אל קנא‎)
„Bůh žárlivý (žárlivě milující)“, od slova קנא‎, žárlit, ohledně lidí vyjadřuje též závist.
Elohej ha-Ivrim (אלהי העבריים‎)
„Bůh Hebrejů“ (Ex 3, 18 (Kral, ČEP), Ex 7, 16 (Kral, ČEP)), jak je Bůh (Hospodin) nazýván u Egypťanů, podobně Elohej ha-Arec (אלהי הארץ‎) – „Bůh té země“ (2Král 17, 26 (Kral, ČEP)) u Asyřanů, nebo pouze Elohej Jerušalem (אלהי ירושלים‎) – „Bůh Jeruzaléma“ (2Kron 32, 19 (Kral, ČEP)) – jako kdyby byl na úrovni okolních bohů, kteří se vztahovali pouze ke své zemi nebo městu, kde byli vzýváni.
Elohej šamajim va-arec (אלהי שמים וארץ‎)
„Bůh nebes a země“ (Gn 24, 3 (Kral, ČEP)).
Elohej kol basar (אלהי כל בשר‎)
„Bůh všeho tvorstva“ (Jr 32, 27 (Kral, ČEP)).
Anochi El ve-ejn od Elohim ve-efes kamoni (אנכי אל ואין עוד אלהים ואפס כמוני‎)
„Já jsem Bůh a nic jiného není, Bůh a nic není jako Já“ (Iz 46, 9 (Kral, ČEP)).

### Jména královská
Melech (מלך‎)
„Král“. Bůh je často připodobňován ke králi, zvláště pak králi starověkého typu – skutečnému absolutnímu vládci a pánu nad životem a smrtí svých poddaných. Král se ale osvědčuje jako pomoc ve stavu nouze, není hnací silou pro život ve všedních dnech; v Izraeli i u okolních národů se představa Boha jako krále objevuje velmi brzy, slovo melech se stává součástí jmen (Abimelech, Achimelech, Malki'el), v Izraeli se objevují jména vyznavačská – Malkija (Mým králem je Hospodin); jako moloch se vyskytuje u kenaanců jako krvelačné božstvo, jemuž byly přinášeny dětské oběti, jako Melkart u Feničanů v Týru a v Kartágu; po zániku davidovské královské dynastie získává „Král“ jako jedno z Božích jmen zcela nový rozměr – je jediným králem, kterého Izrael má, je jediným, kterému je Izrael podřízen, nikomu jinému.
Melech malchej ha-mlachim (מלך מלכי המלכים‎)
„Král králů“, další variace na monarchistické tituly Boha. Podobné tituly měli i králové staré Babylónie a Persie.
Melech ha-olam (מלך העולם‎)
„Král světa“ nebo též „všehomíra“. Olam nemusí nutně znamenat pouze svět, ale též i věčnost, univerzum.
Ha-Melech ha-kadoš (המלך הקדוש‎)
„Svatý král“, vznešené označení, užívané v současnosti především v liturgii během vysokých svátků.

### Další jména
Ha-Makom (המקום‎)
„Místo“ (Božího přebývání), původě místo svatyně v Chrámu, později termín vztažen přímo na Boha, který je podle této teze sám oním „místem“.
Emet (אמת‎)
„Pravda“.
Šalom (שלום‎)
„Mír“.

### Jména v kabale
Ejn Sof (אין סוף‎)
„Bez konce“, „nekonečný“.
Šchina (שכינה‎)
„Přítomnost“, přebývání. Šchina představuje Boha sestupujícího, přítomného mezi lidmi. Boží přítomnost je jedinou skutečnou „přítomností“, která je právě „tady“ a „teď“ – zažívat stav blízkosti šchiny znamená zažít absolutní vyrovnanost a harmonii. Říká se, že Šchina, která přebývala v Chrámu až do jeho zničení, nikdy neopustila západní zeď Chrámu, která díky tomu zůstala stát.

#### 72písmenné jméno
V hebrejštině je toto jméno známo od středověku jako ha-Šem ha-meforaš – (השם המפורש‎). Vzniklo výkladem verše Ex 14, 19–21 (Kral, ČEP):
| „ | Tu se zvedl Boží posel, který šel před izraelským táborem, a šel teď za nimi. Oblakový sloup se před nimi totiž zvedl, postavil se za ně a vstoupil mezi tábor egyptský a izraelský. Jedněm byl oblakem a temnotou, druhým osvěcoval noc; po celou noc se jedni k druhým nepřiblížili. Mojžíš vztáhl ruku nad moře a Hospodin hnal moře silným východním větrem, který vál po celou noc, až proměnil moře v souš. | “ |

| „ | ויסע מלאך האלהים ההלך לפני מחנה ישראל וילך מאחריהם ויסע עמוד הענן מפניהם ויעמד מאחריהם ויבא בין מחנה מצרים ובין מחנה ישראל ויהי הענן והחשך ויאר את הלילה ולא קרב זה אל זה כל הלילה ויט משה את ידו על הים ויולך יהוה את הים ברוח קדים עזה כל הלילה וישם את הים לחרבה ויבקעו המים ‎ | “ |

Každý z těchto tří po sobě následujících veršů obsahuje 72 znaků, jejichž kombinací je možné získat Boží Jméno. Každý z veršů začíná písmenem ו vav, které má hodnotu 6. Počet 72 je atraktivní právě z numerologického hlediska, neboť 72 je 6×12, tj. 6×(6+6).